# امصيعم

تعديل مصدري - تعديل

امصيعم هي إحدى قرى عزلة جيشان بمديرية جيشان التابعة لمحافظة أبين، بلغ تعداد سكانها 707 نسمة حسب تعداد اليمن لعام 2004.